# Historias e histeria
Historias e histeria es el segundo disco de grandes éxitos de la banda chilena La Ley. Este álbum contiene 13 canciones de sus trabajos anteriores más tres nuevas canciones, «Mírate», «Histeria» y «Bienvenido al anochecer». Este álbum vendió 100.000 copias en México durante su primera semana.

## Descripción
Con 15 años sobre los escenarios del mundo y para celebrar la ocasión, el grupo lanza un grandes éxitos llamado "Historias e Histeria". "Mírate" es uno de los temas inéditos y el primer sencillo del disco compuesto para la ocasión y en el que se invita a la reflexión y a darse cuenta de las cosas que suceden en el mundo.
Este nuevo álbum también incluye un DVD que contiene los 23 videoclips de la banda, menos las últimos tres ya nombradas canciones nuevas.
En 2005 sale una reedición con dos bonus tracks, "Canales unidos" y "Mírate (soca one drop remix)".

## Carta de Jorge González
Estuve en la "Casa Constitución", en 1988 cuando Beto debutó en La Ley, nervioso y sin saber qué decir entre canción y canción pero con gran Voz y presencia. Estuve en Quilpué el año '85 mirando a Mauricio romper baquetas con mucho menos de 20 años como el único joven aceptado entre puros rockeros peso pesado y quebrándose como un pro. Presencié la actuación de "Viena", con Pedro y su hermano Archie en una grabación para TV en el año '85 y ví cómo les censuraron por ser "demasiado andróginos"... todos ellos lucían como estrellas y se notaba que era cuestión de trabajo; Porque esa es la palabra clave tras la carrera que ha hecho de La Ley el grupo más grande de Rock en español. Poner el hombro. Apostar Billetes. Caer y subir y tambalear y volver arriba. Inteligencia, talento, fuerza, carisma. Con más historias de esa "vida de rock and roll" que las que pueden contar o inventar muchos grupos supuestamente duros. Definitivamente con más logros que nadie en este curioso campo. Sencillamente la banda más grande de nuestra historia.
Jorge González de Los Prisioneros

## Lista de canciones
| Historias e Histeria |                                                           |                                                        |          |  |
| N.º                  | Título                                                    | Escritor(es)                                           | Duración |  |
| 1.                   | «Mírate»                                                  | Beto Cuevas                                            | 4:01     |  |
| 2.                   | «Día Cero» (de Invisible, 1995)                           | Cuevas, Rodrigo Aboitiz                                | 4:31     |  |
| 3.                   | «Doble Opuesto» (de Doble Opuesto, 1991)                  | Cuevas, Andrés Bobe                                    | 4:27     |  |
| 4.                   | «Mentira» (de MTV Unplugged, 2001)                        | Cuevas                                                 | 4:48     |  |
| 5.                   | «Bienvenido al Anochecer»                                 | Cuevas                                                 | 5:20     |  |
| 6.                   | «Aquí» (de Uno, 1999)                                     | Cuevas, Aldo Nova                                      | 4:44     |  |
| 7.                   | «Prisioneros de la Piel» (de Doble Opuesto, 1991)         | Cuevas, Bobe, Aboitiz                                  | 3:21     |  |
| 8.                   | «¡Ámate y Sálvate!» (de Libertad, 2003)                   | Cuevas, Humberto Gática                                | 4:22     |  |
| 9.                   | «Histeria»                                                | Cuevas                                                 | 4:08     |  |
| 10.                  | «Fuera de Mí» (de Uno, 1999)                              | Cuevas, Nova                                           | 4:44     |  |
| 11.                  | «Cielo Market» (de Invisible, 1995)                       | Cuevas, Luciano Rojas, Mauricio Clavería, Pedro Fugone | 3:40     |  |
| 12.                  | «Intenta Amar» (de MTV Unplugged, 2001)                   | Cuevas, Nova                                           | 4:51     |  |
| 13.                  | «Ví» (de Vértigo, 1998)                                   | Cuevas, Aboitiz, Rojas, Clavería, Frugone              | 4:14     |  |
| 14.                  | «El Duelo» (de Invisible, 1995; versión sin introducción) | Cuevas, Bobe, Rojas                                    | 2:57     |  |
| 15.                  | «Más Allá» (de Libertad, 2003)                            | Cuevas, Desmond Child                                  | 4:56     |  |
| 16.                  | «Tejedores de Ilusión» (de La Ley, 1993)                  | Cuevas, Bobe                                           | 4:14     |  |
| 69:18                |                                                           |                                                        |          |  |

## Videografía
| #   | Título                         |
| --- | ------------------------------ |
| 1.  | "Desiertos"                    |
| 2.  | "Angie"                        |
| 3.  | "Doble Opuesto"                |
| 4.  | "Prisioneros de la Piel"       |
| 5.  | "Auto-Ruta (Feel the Skin)"    |
| 6.  | "Tejedores de Ilusión"         |
| 7.  | "El Duelo"                     |
| 8.  | "Día Cero"                     |
| 9.  | "Hombre"                       |
| 10. | "Cielo Market"                 |
| 11. | "1-800 Dual"                   |
| 12. | "Fotofobia"                    |
| 13. | "Ví"                           |
| 14. | "Tanta Ciudad"                 |
| 15. | "Aquí"                         |
| 16. | "Fuera de Mí"                  |
| 17. | "Eternidad"                    |
| 18. | "Mentira" (MTV Unplugged)      |
| 19. | "El Duelo" (MTV Unplugged)     |
| 20. | "Intenta Amar" (MTV Unplugged) |
| 21. | "¡Ámate y Sálvate!"            |
| 22. | "Más Allá"                     |
| 23. | "Mi Ley"                       |

- Datos: Q5773370